# La Répara-Auriples
La Répara-Auriples est une commune française située dans le département de la Drôme, en région Auvergne-Rhône-Alpes.

## Géographie

### Situation et description
Rattachée à la communauté de communes du Val de Drôme, le commune de La Répara-Auriples est située à 10 km au sud de Crest (chef-lieu du canton) et à 28 km au nord-est de Montélimar.

### Communes limitrophes

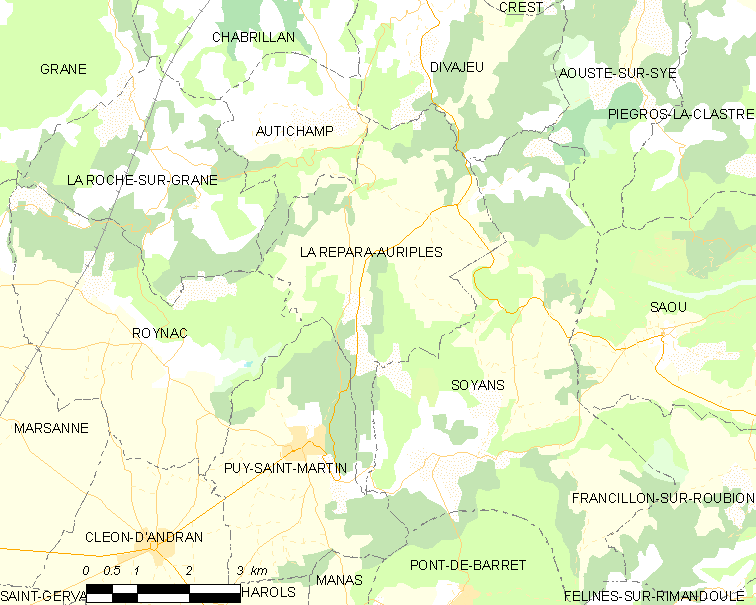
Carte de La Répara-Auriples et des communes proches.

### Géologie et relief
- Plaine vallonnée[1].
- La Répara : Crêtes séparant la vallée de la Drôme de la plaine de Marsanne[2].
- La Répara : les Ermes (désert) de La Répara[2].

### Hydrographie
- La Répara : Rives du Roubion[2]

### Climat
Pour des articles plus généraux, voir Climat d'Auvergne-Rhône-Alpes et Climat de la Drôme.
En 2010, le climat de la commune est de type climat méditerranéen altéré, selon une étude du CNRS s'appuyant sur une série de données couvrant la période 1971-2000. En 2020, Météo-France publie une typologie des climats de la France métropolitaine dans laquelle la commune est dans une zone de transition entre le climat de montagne et le climat méditerranéen et est dans la région climatique Alpes du sud, caractérisée par une pluviométrie annuelle de 850 à 1 000 mm, minimale en été.
Pour la période 1971-2000, la température annuelle moyenne est de 12,5 °C, avec une amplitude thermique annuelle de 17,2 °C. Le cumul annuel moyen de précipitations est de 929 mm, avec 7,1 jours de précipitations en janvier et 4,5 jours en juillet. Pour la période 1991-2020, la température moyenne annuelle observée sur la station météorologique de Météo-France la plus proche, sur la commune de Puy-Saint-Martin à 4 km à vol d'oiseau, est de 13,9 °C et le cumul annuel moyen de précipitations est de 923,0 mm,. Pour l'avenir, les paramètres climatiques de la commune estimés pour 2050 selon différents scénarios d'émission de gaz à effet de serre sont consultables sur un site dédié publié par Météo-France en novembre 2022.

## Urbanisme

### Typologie
Au 1er janvier 2024, La Répara-Auriples est catégorisée commune rurale à habitat très dispersé, selon la nouvelle grille communale de densité à 7 niveaux définie par l'Insee en 2022.
Elle est située hors unité urbaine. Par ailleurs la commune fait partie de l'aire d'attraction de Crest, dont elle est une commune de la couronne,. Cette aire, qui regroupe 17 communes, est catégorisée dans les aires de moins de 50 000 habitants,.

### Occupation des sols
L'occupation des sols de la commune, telle qu'elle ressort de la base de données européenne d’occupation biophysique des sols Corine Land Cover (CLC), est marquée par l'importance des territoires agricoles (63 % en 2018), une proportion identique à celle de 1990 (63 %). La répartition détaillée en 2018 est la suivante :
terres arables (48,9 %), forêts (37 %), zones agricoles hétérogènes (14,1 %). L'évolution de l’occupation des sols de la commune et de ses infrastructures peut être observée sur les différentes représentations cartographiques du territoire : la carte de Cassini (XVIIIe siècle), la carte d'état-major (1820-1866) et les cartes ou photos aériennes de l'IGN pour la période actuelle (1950 à aujourd'hui).

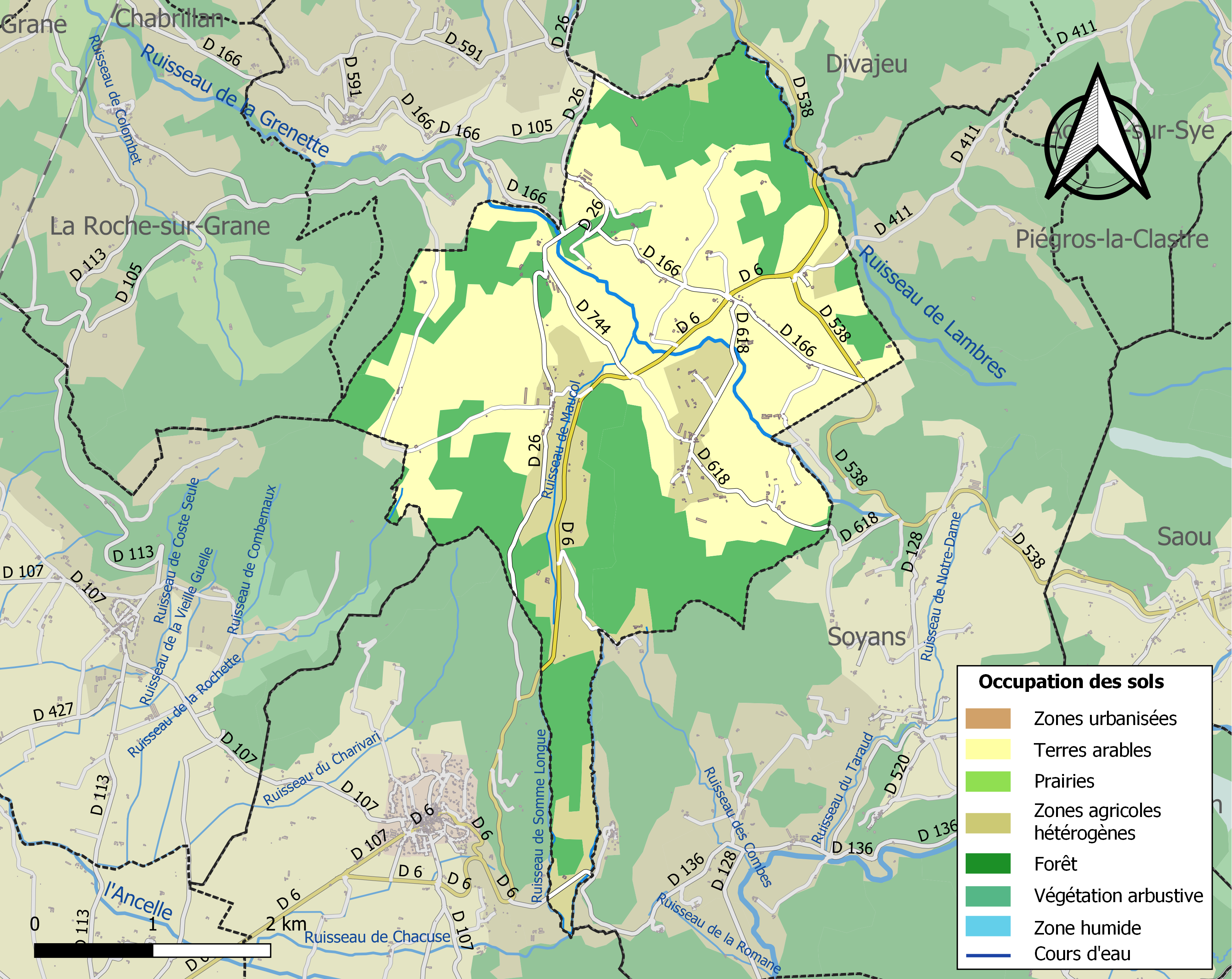
Carte des infrastructures et de l'occupation des sols de la commune en 2018 (CLC).

### Morphologie urbaine
- Auriples est constitué de hameaux disséminés et de fermes fortes[1].
- La Répara est constitué de fermes éparpillées[2].

### Hameaux et lieux-dits
- Auriples : hameaux et lieux-dits : hameau des Lombards (petite église Saint-Pierre des Lombards, devenue Saint-Loup des Lombards, ancienne commune d'Auriples), la Balme, le Châtelard, le Péage.

## Toponymie

### Attestations

#### Auriples
Dictionnaire topographique du département de la Drôme.
- 1159 : Auruplum (cartulaire de Die, 44).
- 1350 : Auripleum (archives de la Drôme, fonds de l'évêché de Die).
- 1391 : Orriple (choix de docum., 213).
- 1421 : Oriple (Duchesne, Comtes de Valentinois, preuves 6).
- 1575 : Horiple (Mém. des frères Gay).
- 1645 : Ouriple (rôle de décimes).
- 1891 : Auriple et Auriples, commune du canton de Crest-Sud.

#### La Répara
Dictionnaire topographique du département de la Drôme.
- 1327 : Reparate (archives de la Drôme, E 455).
- XVe siècle : mention du prieuré : Prioratus de Reparata (Pouillé de Die).
- 1549 : Reparaz (rôle de tailles).
- 1549 : Reparata (rôle de décimes).
- 1575 : Repara soubs Horiple (Mém. des frères Gay).
- 1891 : La Répara, commune du canton de Crest-Sud.

#### La Repara-Auriples
1er mai 1992[réf. nécessaire] : La Répara-Auriples.

## Histoire
Pour un article plus général, voir Histoire de la Drôme.

### Auriples

#### Du Moyen Âge à la Révolution
La seigneurie :
- Au point de vue féodal, la terre faisait partie du patrimoine des comtes de Valentinois.
- 1448 : elle est inféodée à Guillaume (bâtard de Poitiers).
- 1464 : confisquée et donnée aux Eurre.
- Recouvrée par les Poitiers-Saint-Vallier.
- 1542 : passe (par mariage) aux Clermont-Tallart.
- 1548 : vendue à Diane de Poitiers (1500-1566).
- 1566 ? : passe (par héritage) à Claude de Lorraine, duc d'Aumale, gendre de Diane de Poitiers.
- Passe aux Sauvain du Cheylard.
- 1616 : passe aux La Tour-Gouvernet, derniers seigneurs.

Le Prieuré :
- XIVe siècle : mention du prieuré : Prioratus de Aurriplo (Pouillé de Valence) : prieuré de l'ordre de Saint-Augustin, filiation de Saint-Thiers de Saou, sous le vocable de Saint-Pierre, connu dès 1318, et dont le titulaire avait les dîmes de la paroisse d'Auriples[16].

Avant 1790, Auriples était une communauté de l'élection de Montélimar, subdélégation et sénéchaussée de Crest, formant une paroisse du diocèse de Valence. Son église, dédiée à saint Pierre, était celle d'un prieuré qui y percevait la dîme (voir le Prieuré) et présentait à la cure.
Péage très ancien.

#### De la Révolution à 1992
En 1790, la commune d'Auriples est comprise dans le canton du Puy-Saint-Martin. La réorganisation de l'an VIII (1799-1800) la fait entrer dans le canton de Crest-Sud.

### La Répara

#### Du Moyen Âge à la Révolution
La seigneurie :
- Fief des comtes de Valentinois[2].
- XVIe siècle : la terre est démembrée de celle d'Auriples[15].
- 1580 : elle appartient aux Dufour[15].
- Vers 1740 : passe aux Dumont, derniers seigneurs[15].

Avant 1790, la Répara était une communauté de l'élection de Montélimar, de la subdélégation et de la sénéchaussée de Crest, formant une paroisse du diocèse de Die, dont l'église était celle d'un prieuré de l'ordre de Saint-Augustin, filiation de Saint-Thiers de Saou, qui fut uni à la sacristie de cette abbaye dans le cours du XVe siècle, et dont le titulaire était collateur et décimateur dans cette paroisse. Seulement, à la suite de cette union, conséquence de la ruine du prieuré, le service paroissial de la Répara fut fait dans l'église d'Auriple.

#### De la Révolution à 1992
En 1790, la commune est comprise dans le canton du Puy-Saint-Martin. Elle passe dans le canton de Crest-Sud lors de la réorganisation de l'an VIII (1799-1800).
Après les espoirs suscités par la révolution de février 1848, la victoire du camp conservateur aux élections présidentielles de décembre 1848 (Louis-Napoléon Bonaparte) et législatives de 1849 entraîne une reprise en main autoritaire de la société. L'état de siège est imposé après le complot de Lyon, toutes les activités de police relevant de l'armée et tout acte jugé subversif pouvant mener au conseil de guerre. Tous les actes en rapport avec les idées de gauche (socialisme ou républicanisme) sont proscrits. En 1850, le préfet oblige tous les maires du département à imposer la fermeture des cafés, estaminets, auberges, etc. à 22 heures, interdit les jeux de hasard et impose aux aubergistes de faire des rapports. Cette interdiction, prise au nom de la tranquillité publique, est évidemment à caractère politique, ce genre d'endroits étant propice à la propagande en direction des milieux populaires. Le café d'Auriples est signalé à la préfecture, son patron "vociférant des chansons anarchiques".
Le coup d'État du 2 décembre 1851 est connu par affiches le mercredi 3 décembre dans la journée. Le mot d’ordre de résistance est transmis de Valence le 5 pour le lendemain samedi 6. Une société secrète existait à Auriples, et le village se mobilise au son du tambour pour envoyer un contingent rejoindre sur la route de Crest les milliers d’insurgés qui descendent de Bourdeaux et de Dieulefit. À La Répara, seules quelques isolés se mobilisent.
Après l’échec de l’insurrection et le plébiscite destiné à légaliser le coup d’État après coup, les 21 et 22 décembre, la répression et la traque aux insurgés continue, parfois avec l’aide d'un dénonciateur : le maire d’Autichamp dénonce ainsi un de ses administrés, tout en demandant qu’on brûle sa lettre. Un insurgé se cache plus d’un an avant d’abandonner et de se rendre à la mairie le 4 janvier 1853 : il est arrêté le 6. Le maire plaide en sa faveur, ce qui lui permet d’obtenir un sursis à sa déportation en Algérie, puis une libération.
Malgré la répression, les républicains continuent de se manifester. Le 27 décembre 1852, un habitant est condamné à deux mois de prison pour outrage envers le maire.

### 1992: La Répara-Auriples
1er mai 1992 : Nouvelle commune née de la fusion des deux communes auparavant indépendantes : La Répara et Auriples.

## Politique et administration

### Liste des maires
| Période    | Période                       | Identité            | Étiquette | Qualité     |
| ---------- | ----------------------------- | ------------------- | --------- | ----------- |
|            | 1826                          | Jean-Baptiste Gille |           |             |
| 1826       | 1860                          | Jean-Antoine Arnoux |           | Agriculteur |
| 1860       | 1870                          | Jean-Baptiste Gille |           |             |
| 1870       | 1876                          | Jean-Antoine Arnoux |           | Agriculteur |
| 1876       | 1902                          | Aristide Dumont     |           |             |
| mars 2001  | avril 2008                    | Juan Amunategui     |           |             |
| avril 2008 | En cours (au 30 octobre 2014) | Pierre Boutarin     | SE        | Agriculteur |

## Population et société

### Démographie
En 2022 , la commune de La Répara-Auriples comptait 255 habitants. À partir du XXIe siècle, les recensements réels des communes de moins de 10 000 habitants ont lieu tous les cinq ans. Les autres chiffres sont des estimations.
| 1793 | 1800 | 1806 | 1821 | 1831 | 1836 | 1841 | 1846 | 1851 |
| ---- | ---- | ---- | ---- | ---- | ---- | ---- | ---- | ---- |
| 180  | 166  | 195  | 212  | 227  | 269  | 241  | 251  | 239  |

| 1856 | 1861 | 1866 | 1872 | 1876 | 1881 | 1886 | 1891 | 1896 |
| ---- | ---- | ---- | ---- | ---- | ---- | ---- | ---- | ---- |
| 251  | 253  | 254  | 237  | 252  | 222  | 212  | 217  | 203  |

| 1901 | 1906 | 1911 | 1921 | 1926 | 1931 | 1936 | 1946 | 1954 |
| ---- | ---- | ---- | ---- | ---- | ---- | ---- | ---- | ---- |
| 181  | 196  | 198  | 158  | 160  | 152  | 145  | 130  | 149  |

| 1962 | 1968 | 1975 | 1982 | 1990 | 1999 | 2004 | 2006 | 2009 |
| ---- | ---- | ---- | ---- | ---- | ---- | ---- | ---- | ---- |
| 128  | 112  | 90   | 90   | 120  | 230  | 222  | 216  | 235  |

| 2014 | 2019 | 2022 | - | - | - | - | - | - |
| ---- | ---- | ---- | - | - | - | - | - | - |
| 225  | 242  | 255  | - | - | - | - | - | - |

### Enseignement
La commune de La Répara-Auriples relève de l'académie de Grenoble.

### Manifestations culturelles et festivités
Avant la fusion des deux communes (en mai 1992) :
- Auriples : Fête patronale : à la Trinité / Fête communale : avant-dernier dimanche d'août[1].
- La Répara : Fête : dernier dimanche de juin[2].

#### Loisirs
- Randonnées[1].

### Médias
Le territoire de la commune se situe dans l'aire de diffusion de plusieurs médias :
- Presse écrite
  - Le Dauphiné libéré, quotidien régional qui consacre, chaque jour, y compris le dimanche, dans son édition de « Romans et Drôme des collines » un ou plusieurs articles à l'actualité du canton et de la commune, ainsi que des informations sur les éventuelles manifestations locales, les travaux routiers, et autres événements divers à caractère local.
  - L'Agriculture Drômoise, journal d'informations agricoles et rurales, couvre l'ensemble du département de la Drôme.
  - Drôme Hebdo (ancien Peuple Libre), hebdomadaire chrétien d'informations.
- Presse audio-visuelle
  - France Bleu est une radio publique diffusée sur son territoire.

### Cultes
Il n'y a pas d'église au quartier de La Répara.

## Économie

### Agriculture
- Auriples (en 1992) : céréales, ovins, porcins[1].
- La Répara (en 1992) : pâturages, ovins[2].

## Culture locale et patrimoine

### Lieux et monuments
Auriples
- Ruines du château fort[1] médiéval. Il a été à nouveau fortifié au XVIe siècle. Il a été rasé vers 1583[réf. nécessaire].
- Vestiges de l'ancien village fortifié sur une hauteur au sommet de laquelle se situent trois croix[réf. nécessaire].
- Château Le Combet : maison forte de la fin du Moyen Âge restaurée au XXe siècle[réf. nécessaire].
- Portefaix : maison forte du XVIe siècle[réf. nécessaire].
- Les Lombards ; petite église Saint-Loup des Lombards[1].

La Répara
- Statue de sainte Anne à l'emplacement de l'ancien prieuré (pèlerinage)[2].

### Patrimoine naturel
Le Fayn est une colline (497 m) sur la limite communale où un hêtre a réussi à pousser sur un terrain qui ne lui était a priori pas favorable. S'étant maintenu, peut-être dans un environnement dénudé, il a servi de point de repère, de bornage, et a donné son nom au site. Actuellement, un bouquet de plusieurs hêtres occupe l'endroit.

### Personnalités liées à la commune
- Joseph Reynaud de Lagardette (1799-1865), ancien maire de Bollène et député de Vaucluse.

### Héraldique, logotype et devise
|  | La Répara-Auriples possède des armoiries dont l'origine et le blasonnement exact ne sont pas disponibles. |